# Fuga de Siegfried Lederer de Auschwitz
En la noche del 5 de abril de 1944, Siegfried Lederer, un judío checo, escapó del campo de concentración de Auschwitz vistiendo un uniforme de las SS proporcionado por el Rottenführer Viktor Pestek. Pestek se opuso al Holocausto, era un católico devoto y estaba enamorado de Renée Neumann, una prisionera judía. Pestek acompañó a Lederer fuera del campo y los dos hombres viajaron juntos al Protectorado de Bohemia y Moravia para obtener documentos falsos para Neumann y su madre.
Lederer, un ex oficial del ejército checoslovaco y miembro de la resistencia checa, intentó, sin éxito, advertir a los judíos del gueto de Theresienstadt sobre los asesinatos en masa en Auschwitz. Él y Pestek regresaron a Auschwitz en un intento de rescatar a Neumann y a su madre. Pestek fue arrestado en circunstancias controvertidas y luego ejecutado. Lederer regresó a la Checoslovaquia ocupada, donde se reincorporó al movimiento de resistencia e intentó pasar de contrabando un informe sobre Auschwitz al Comité Internacional de la Cruz Roja en Suiza. Después de la guerra permaneció en Checoslovaquia. La historia de la fuga fue contada por Lederer y escritores como el historiador Erich Kulka.

## Sigfried Lederer

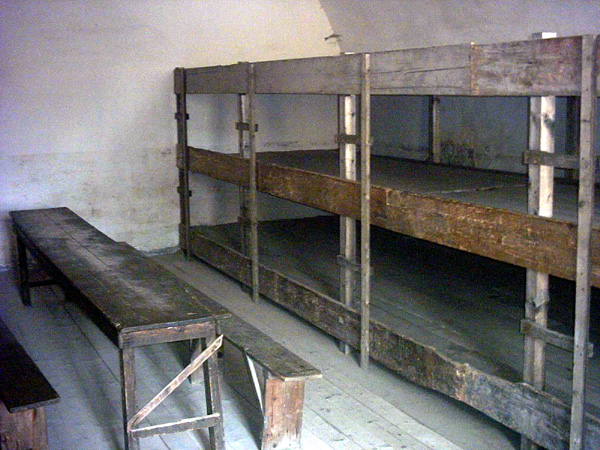
Una habitación en la Pequeña Fortaleza

Siegfried Lederer o Vítězslav Lederer (6 de marzo de 1904 - 5 de abril de 1972) nació en una familia judía en Písařova Vesce en los Sudetes, la parte de Checoslovaquia de habla alemana. Después de que los Sudetes fueran anexados a Alemania en 1938, se mudó a Pilsen y trabajó en actividades manuales, incluido el trabajo agrícola y una temporada en una fábrica de caolinita. Según Lederer, se unió a la Asociación de Amigos de la Unión Soviética, fue influenciado por la líder comunista Marie Škardová, ayudó a quienes vivían escondidos y distribuyó publicaciones ilegales. Lederer también dijo que había sido miembro del grupo de resistencia que lleva el nombre del teniente coronel Jaroslav Weidmann. Más tarde, Lederer se unió a Plzeňák 28, un grupo de resistencia checo en Zbraslav, llamado así porque tenía veintiocho miembros, entre ellos Josef Pokorný, comandante de la gendarmería de Zbraslav.
En noviembre de 1939 y nuevamente en noviembre de 1940, Lederer fue arrestado por la Gestapo por presunta actividad de resistencia. En ambas ocasiones fue puesto rápidamente en libertad por falta de pruebas. Fue arrestado por tercera vez y encarcelado con otros presos políticos en la Pequeña Fortaleza de Theresienstadt. El 18 de enero de 1942 fue trasladado al gueto judío adyacente y debía ser deportado en el siguiente transporte. Leo Holzer, el líder de la brigada de bomberos del gueto, un foco de resistencia, se enteró de las actividades de resistencia de Lederer y pospuso su deportación reclutándolo para la brigada de bomberos. Lederer afirmó más tarde que había mantenido contacto con los 28 de Plzeňák mientras estaba en Theresienstadt, pero los supervivientes de ese grupo testificaron que no habían oído nada de él hasta su fuga. Fue despedido del cuerpo de bomberos y perdió su protección frente a una posible deportación porque lo sorprendieron fumando. Deportado al campo de concentración de Auschwitz el 18 de diciembre de 1943, Lederer fue obligado a usar triángulos amarillos y rojos, lo que lo marcaba como judío y prisionero político. No hay evidencia de que estuviera involucrado en el movimiento de resistencia de Auschwitz.

## Viktor Peštek
Viktor Pestek (18 de abril de 1924 - 8 de octubre de 1944) nació en Czernowitz, Bucovina, entonces parte de Rumania, en una familia de etnia alemana devotamente católica. El guardia de Auschwitz Stefan Baretzki creció en la misma ciudad, él y Pestek se conocían desde niños. El padre de Pestek era herrero y pequeño agricultor, Pestek aprendió estos oficios cuando era joven. Se unió a las Waffen-SS, ya sea por su innato sentido de la aventura, o porque su madre lo convenció de ello. Durante su servicio, Pestek estuvo involucrado en la Bandenbekämpfung cerca de Minsk, Bielorrusia. Su unidad recibió la orden de atacar una aldea sospechosa de contener partisanos y matar a sus habitantes. Cuando los partisanos soviéticos abrieron fuego contra los alemanes, Pestek resultó herido en el brazo y la pierna. Separado de su unidad, se escondió en un granero con otro SS herido llamado Werner.
Después de que Werner muriera a causa de sus heridas, Pestek fue descubierto por partisanos que le perdonaron la vida a pesar de los asesinatos de las SS en el pueblo. La humanidad de su enemigo aparentemente reavivó la fe católica de Pestek y lo puso en conflicto con las políticas genocidas alemanas. Según Siegfried Lederer, Pestek dijo que era un "asesino, y un partisano soviético me perdonó la vida de todos modos". En el momento de su regreso a un área controlada por los alemanes, había perdido el uso de su mano. Considerado no apto para el servicio de primera línea, fue enviado al campo de concentración de Auschwitz como guardia. Pestek era un Rottenführer, un suboficial de las SS.

## Auschwitz

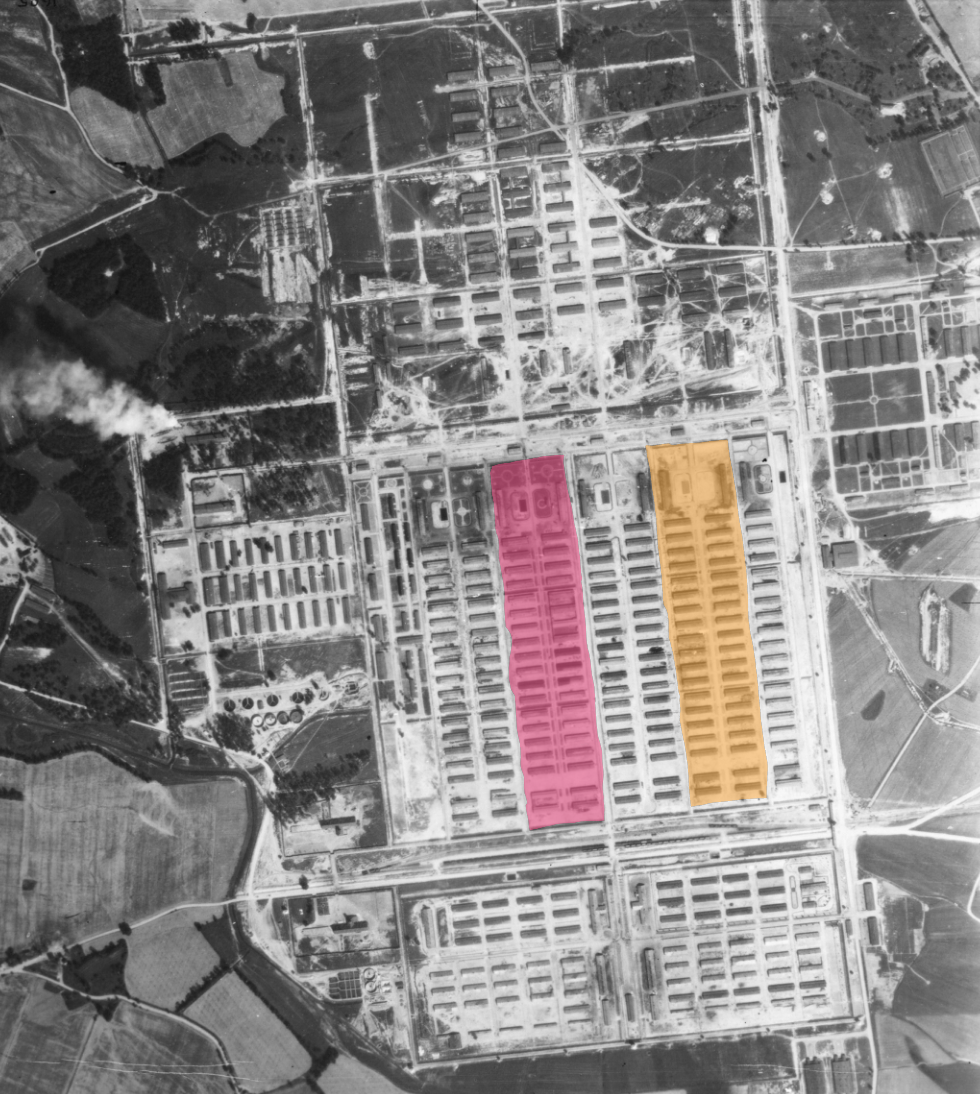
BIId (rosa) y BIIb (naranja) resaltados en una fotografía aérea de Birkenau.

Los judíos transportados de Theresienstadt a Auschwitz entre septiembre de 1943 y mayo de 1944 fueron alojados en un bloque separado en Auschwitz II-Birkenau, conocido como el campo familiar de Theresienstadt (Theresienstädter Familienlager). No estaban sujetos a selección a su llegada, se les permitía conservar su ropa de civil y no se les obligaba a afeitarse la cabeza. A las familias se les permitió permanecer juntas y escribir a sus amigos y familiares en un intento de engañar al mundo exterior sobre la Solución Final. Los nazis, sin embargo, planeaban matar a cada grupo de prisioneros seis meses después de su llegada.
Pestek fue nombrado inicialmente supervisor de la sección BIId de Auschwitz II-Birkenau. Aunque rápidamente desarrolló una reputación de contrabandista, estaba disgustado por las matanzas en masa en Auschwitz y por el desprecio de algunos miembros alemanes de las SS hacia los Volksdeutsche (alemanes étnicos de fuera de Alemania), que constituían la mayoría de los guardias de Auschwitz. Algunos hombres de las SS entablaron relaciones con mujeres judías en el campo familiar. Pestek se enamoró de Renée Neumann, una prisionera judía checa, aunque ella no le correspondió. Logró que Neumann consiguiera un trabajo como empleada de cuadra y se ofreció a ayudarla a escapar disfrazándola de mujer de las SS. Esto no tuvo éxito, en parte porque Neumann no estaba dispuesta a dejar a su madre. Según el historiador checo Miroslav Kárný, Pestek decidió no escapar con Neumann y su madre debido a su falta de contactos en la clandestinidad checa que pudieran ayudarlo a evadir el procesamiento hasta el final de la guerra.
El 8 de marzo de 1944, exactamente seis meses después de su llegada, los judíos del campo familiar que habían llegado en septiembre fueron gaseados sin que se seleccionara a quienes pudieran trabajar. Pestek rescató a Neumann y a su madre trasladándolas temporalmente a un bloque diferente. Lederer fue nombrado kapo del bloque 14 dentro del campamento familiar a finales de ese mes. Alfred Cierer, un industrial judío checo, y su hijo Jakov Tsur se mudaron aquí porque conocían a Lederer. Al darse cuenta de que tendría que actuar rápidamente para salvar la vida de Neumann, Pestek comenzó a acercarse a otros kapos y se ofreció a ayudarlos a escapar. Entre ellos estaban Rudolf Vrba y Alfréd Wetzler, quienes rechazaron la oferta porque creían que era un truco, y aconsejaron a otros prisioneros que no confiaran en Pestek. Anteriormente, un hombre de las SS llamado Dobrovolný, de etnia alemana de Eslovaquia, había conocido a un amigo judío de la infancia en Auschwitz. Dobrovolný se ofreció a ayudarlo a escapar, pero luego lo entregó, lo que resultó en su brutal ejecución y una bonificación para el hombre de las SS. Éste y otros incidentes similares convencieron a Vrba, Wetzler y otros prisioneros de que no se podía confiar en los guardias bajo ninguna circunstancia. Según Wetzler, Pestek le dijo: "Me odio por tener que ver cómo matan a mujeres y niños. Quiero hacer algo para olvidar el olor a carne humana quemada y sentirme un poco más limpio."  Pestek también se acercó al checo Josef Neumann (no era pariente de Renée Neumann), un kapo de la Acción Exhumación, que era responsable de la eliminación de los cadáveres, pero Neumann se negó a colaborar.

### Escape

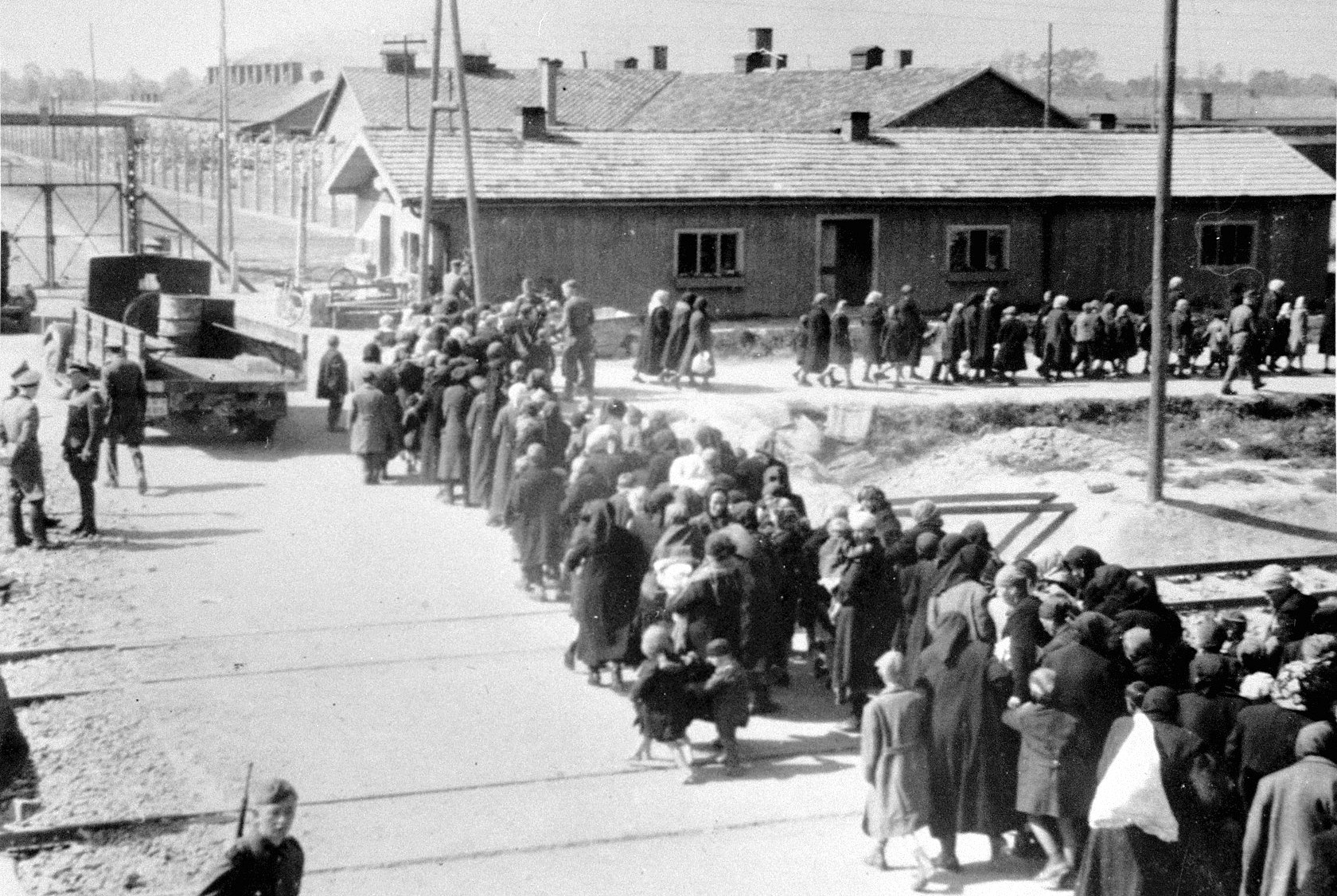
Judíos húngaros caminando hacia las cámaras de gas en Birkenau, 1944

Según Jakov Tsur, Pestek acompañó a Cierer a la Gestapo para interrogarlo y le hizo una oferta. Cuando lo interrogaron más tarde, Cierer afirmó que la oferta era sólo un traslado a otra parte del campo, no una fuga completa. Cierer, cuyos tres hijos estaban con él, rechazó la oferta. Cierer y Pestek hablaron en francés para evitar ser entendidos. Más tarde, Cierer compartió sus contactos con Lederer con la esperanza de que su fuga fuera exitosa, y los dos hombres planearon juntos cómo dar noticias de Auschwitz al mundo exterior, un plan que ocultaron a Pestek hasta después de la fuga.. Otras fuentes afirman que fue Lederer a quien Pestek escoltó a la Gestapo.
Como miembro del campamento familiar y debido a que fue detenido por sus actividades en la resistencia, Lederer creía que no tenía nada que perder. Le dijo a Pestek que era rico y que sus contactos en la clandestinidad ayudarían a Pestek y Neumann. Pestek y Lederer planearon su fuga y su regreso previsto para rescatar a Neumann con considerable detalle. Lederer se marcharía disfrazado de SS. Después de obtener documentos falsos en el protectorado, Lederer y Pestek regresarían haciéndose pasar por oficiales de las SS y presentarían una orden de la Gestapo falsificada para el arresto de Renée Neumann y su madre. El personal de Auschwitz proporcionaría un coche y un conductor, que sería asesinado de camino a la estación de la Gestapo. Después de deshacerse del cuerpo, los fugitivos tomarían un tren expreso hasta el protectorado. El plan se basó en los conocimientos de protocolo de Pestek gracias a su experiencia en la oficina de transporte.
Como era un soldado herido, Pestek tenía derecho a una licencia larga y la solicitó para el 6 de abril de 1944. El 3 de abril, robó un uniforme de las SS, una pistola y una libreta de sueldos para Lederer, quien los escondió detrás de una doble pared. Antes de hacer guardia en la puerta del campamento familiar la noche del 5 de abril, Pestek dejó una bicicleta junto al cuartel de Lederer como señal para que saliera. Pestek dio las contraseñas correctas, les dijo a los otros guardias que Lederer estaba de servicio especial y ambos hombres salieron en bicicleta por la puerta principal. Fueron a la estación de tren en las afueras de Auschwitz y tomaron un tren a Praga, evitando el control fronterizo haciéndose pasar por inspectores de equipaje. La ausencia de Lederer fue descubierta en la mañana del 6 de abril por un hombre de las SS que inspeccionaba el campamento familiar y había visto a una mujer salir del bloque de Lederer y entró para investigar, sólo para descubrir que Lederer había desaparecido. A las 11:30, el sturmbannführer Friedrich Hartjenstein, el comandante de Auschwitz II-Birkenau, envió un telegrama a la policía alemana notificándoles que Lederer había escapado, probablemente disfrazado de rottenführer. Otro telegrama, cuatro horas más tarde, informó que un hombre de las SS, presumiblemente Pestek, estaba bajo sospecha de haber ayudado en la fuga. Cierer y otros sospechosos de estar cerca de Pestek o Lederer fueron interrogados.

## Secuelas
En Praga, Pestek y Lederer vendieron joyas que Lederer había obtenido en el mercado negro de Auschwitz y compraron ropa de civil. También modificaron sus uniformes para parecerse a los soldados de las Waffen-SS en lugar de los  SS-Totenkopfverbände. De Praga fueron a Pilsen, donde se escondieron con Josef Černík, un ex oficial del ejército checoslovaco que anteriormente había ayudado a Lederer a encontrar trabajo. La policía hizo circular una fotografía de Lederer pero no ofreció recompensa por su captura. Brigitta Steiner, la hija de un amigo de Lederer, le proporcionó documentos civiles falsos. Era una mischling cuya ascendencia parcialmente alemana impidió su deportación. También les habló de Faltys, un judío escondido en Praga que podría gestionar el resto de los documentos, incluida la identificación de oficial de las SS para Pestek y Lederer, que les daría la autoridad para arrestar a Renée Neumann y su madre. Faltys exigió una tarifa exorbitante pero ofreció un descuento si podían sacar clandestinamente a otra mujer de Auschwitz.
Varias personas ayudaron a esconder a Lederer durante el verano de 1944. En mayo de 1944, Lederer se escondía en Praga con Bedřich y Božena Dundr, en Vinohrady, Mánesova N.° 16. Más tarde, Lederer se escondió con el hermano de la Sra. Dundr, Adolf Kopřiva, en Na Závisti, Zbraslav, un suburbio de Praga. Las familias Černík, Dundr y Kopřiva colaboraron estrechamente, proporcionando las necesidades básicas de Lederer, y Černík y su esposa fueron seguidos e interrogados por la kriminalpolizei. Josef Plzák, que había conocido a Lederer en la resistencia, fue arrestado en junio de 1944 bajo sospecha de ayudar a ocultarlo. Plzák ayudó a quienes escondían a Lederer y no lo traicionó. Steiner, un empleado de banco alemán llamado Ludwig Wallner, cuya cuñada judía había sido deportada a Auschwitz, y otros tres fueron acusados por las autoridades nazis de ocultar a Pestek y Lederer y proporcionarles documentos falsos.

### Irrumpiendo en Theresienstadt

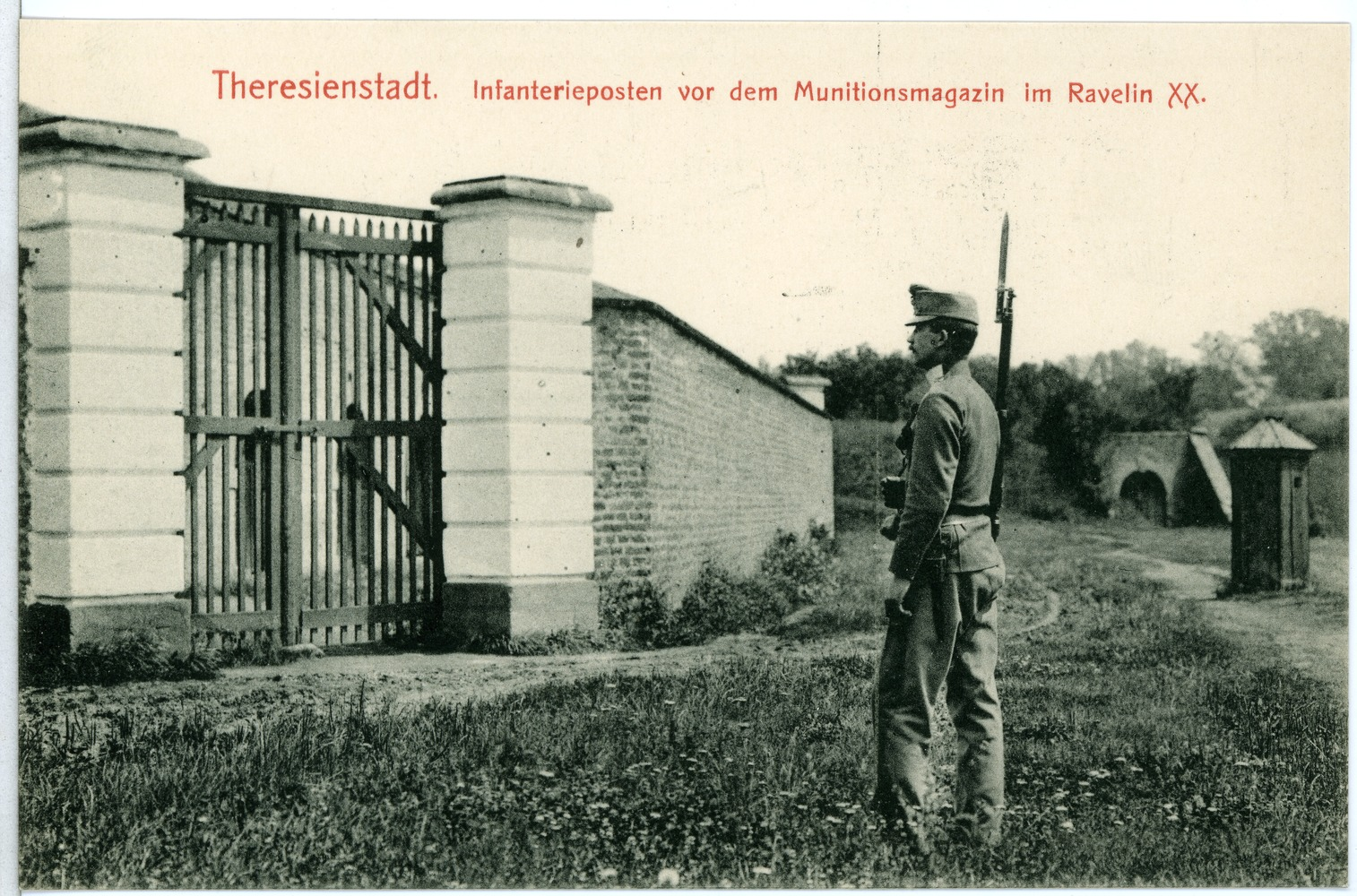
Fortificaciones de Theresienstadt (1910)

El 20 de abril, Lederer realizó la primera de cuatro o cinco visitas al gueto de Theresienstadt. Sin que él lo supiera, Lederer no fue el primer fugitivo de Auschwitz en traer noticias de ejecuciones masivas mediante gaseamiento. El rabino Leo Baeck, uno de los líderes de la autoadministración judía, había sido informado por un fugitivo anónimo en agosto de 1943. Lederer fue al cercano pueblo de Travčice, donde se reunió con Václav Veselý, un barbero que regularmente entraba en el gueto para afeitar a los guardias checos y que conocía a Lederer y había ayudado a los judíos en el pasado. Veselý le dijo a Lederer cómo evitar a los centinelas, aprovechando una deficiencia de la seguridad alrededor de un hospital ubicado fuera del perímetro del gueto. Lederer cruzó el campo abierto fuera del gueto mientras el centinela miraba hacia otro lado y atravesó una valla.
Lederer le contó a Leo Holzer lo que había presenciado en Auschwitz y, según su testimonio posterior, también informó a Jirka Petschauer, el capitán de la policía judía dentro del gueto, y a Otto Schliesser, miembro del Consejo de Ancianos. Holzer notificó a Baeck y Paul Eppstein, jefe de la autoadministración. Eppstein, Baeck y Holzer coincidieron en que la verdad sobre Auschwitz debía mantenerse estrictamente en secreto, para que no ocurriera una "catástrofe" entre los 35.000 prisioneros de Theresienstadt en ese momento. Aunque los rumores sobre el destino que les esperaba en Auschwitz ya se habían extendido por el gueto, muchas personas se negaron a creerlos. Casi todos los judíos que fueron deportados al campo familiar en mayo de 1944 desconocían la visita anterior de Lederer a Theresienstadt, y los pocos que tuvieron acceso a los informes de Lederer no hicieron ningún esfuerzo por evitar la deportación. Incluso los miembros de la resistencia en el cuerpo de bomberos se opusieron a la resistencia armada, confiando en la visita de la Cruz Roja de junio de 1944 para garantizar la supervivencia de los judíos de Theresienstadt.
Al explicar la reacción ante la posibilidad de una muerte inminente, el historiador y superviviente israelí Jakov Tsur afirmó que nadie era capaz de entender Auschwitz hasta que llegaba y estaba siendo seleccionado. Miroslav Kárný dijo que él y sus amigos sabían antes de su deportación el 28 de septiembre de 1944 que había cámaras de gas en Auschwitz, pero que "ningún ser humano podría aceptar estos hechos como verdad". Lederer hizo dos o tres viajes al gueto en mayo, contrabandeando armas y partes de un transmisor de radio que recibió de Josef Pokorný.

### Regreso a Auschwitz
Pestek y Lederer regresaron a Auschwitz entre finales de abril y junio, planeando rescatar a Renée Neumann, su madre y un pariente de Faltys. Lo que sucedió después es discutible. Se sabe que las SS arrestaron a Pestek y que Lederer escapó de la captura. Según Kárný, Pestek se había quedado más allá de su permiso y era sospechoso de haber ayudado a Lederer a escapar, por lo que el éxito era imposible dadas las circunstancias. Lederer dijo que Pestek había dejado algunos objetos de valor con una novia polaca en Myslowitz y que ella lo denunció cuando intentó recuperarlos. Kárný niega que Lederer pudiera haber sabido que ella lo traicionó porque, según Lederer, él había permanecido en la estación de tren de Auschwitz mientras Pestek continuaba hacia Myslowitz. Kárný concluye que los relatos contradictorios hacen imposible saber qué pasó y está convencido de que el relato de Lederer no es exacto.
Josef Neumann dijo que un hombre desconocido de las SS, probablemente Pestek, se le había acercado para ofrecerle escapar. Antes de que pudieran llevar a cabo sus planes, se dio la alarma y llegaron los guardias de las SS. Neumann y Pestek fueron capturados, esposados juntos y se los llevaron; ambos fueron interrogados y torturados en el Bloque 11. El guardia de las SS Stefan Baretzki, que conocía bien a Pestek, testificó que Pestek había sido arrestado en Birkenau. Baretzki dijo que había visto a otros guardias de las SS golpear a Pestek. Ryszard Henryk Kordek, un prisionero, dijo que Baretzki había dado la alarma sobre el regreso de Pestek y que Baretzki era uno de los guardias que golpearon a Pestek. El hombre de las SS, Perry Broad, dijo que escuchó a los kapos alardear de haber perseguido y atrapado a Pestek en los bosques alrededor del campamento. Kárný plantea la hipótesis de que Pestek, al darse cuenta de que había sido reconocido, abandonó sus planes de salvar a Renée Neumann y su madre y, por lo tanto, hizo la oferta a Josef Neumann. Pestek fue condenado a muerte por un pelotón de fusilamiento en Kattowitz por favorecer a los reclusos y por deserción. Fue ejecutado en Międzybrodzie Bialskie el 8 de octubre de 1944 a las 7:04. Miembros de la unidad de Pestek informaron que se les ordenó presenciar el fusilamiento. Durante la segunda liquidación del campo familiar en julio de 1944, Neumann y su madre fueron seleccionadas para realizar trabajos forzados en el área de Hamburgo. Ambas sobrevivieron a la guerra.

### Contrabandeando un informe a Suiza
A principios de junio, Lederer intentó pasar de contrabando un informe sobre Auschwitz al Comité Internacional de la Cruz Roja (CICR) en la neutral Suiza. En Pilsen conoció al periodista checo Eduard Kotora, a quien le confió sus planes. Kotora acompañó a Lederer hasta la estación de Křinice, donde éste tomó un tren. Utilizando documentos falsos proporcionados por Steiner y un permiso de trabajo falso proporcionado por la resistencia de Zbraslav, Lederer continuó hasta la estación de Škodovák, que fue utilizada por muchos checos que cruzaban la frontera para trabajar en la fábrica de Škoda en los Sudetes. Según Lederer, luego lo llevaron a Constanza, vestido alternativamente de civil y de oficial de las SS. Conoció a la viuda de Werner, el colega de las SS de Pestek que murió en combate en Bielorrusia, y le entregó algunas de las posesiones personales de Werner que habían terminado en manos de Pestek. La señora Werner presentó a Lederer al capitán de un barco en el lago de Constanza, quien aceptó pasar de contrabando el informe a través de la frontera hasta Suiza y enviarlo al CICR.
No hay evidencia de que el informe llegara a su destino, ni siquiera de que Lederer lo enviara como lo describió. Kárný escribe que la interpretación más probable es que el capitán destruyó el informe para evitar dificultades con el control fronterizo. Según el historiador checo Erich Kulka, el CICR probablemente no recibió el informe. Lederer dijo en 1967 que tuvo la oportunidad de escapar a Suiza pero decidió no hacerlo porque su familia ya había sido asesinada por los alemanes y se sentía obligado a continuar luchando. Según Kárný, Lederer consideró la huida a Suiza una cobardía y una deserción, aunque Kárný señala que su testimonio sobre Auschwitz habría sido más creíble si lo hubiera pronunciado en persona.

### Posteriormente

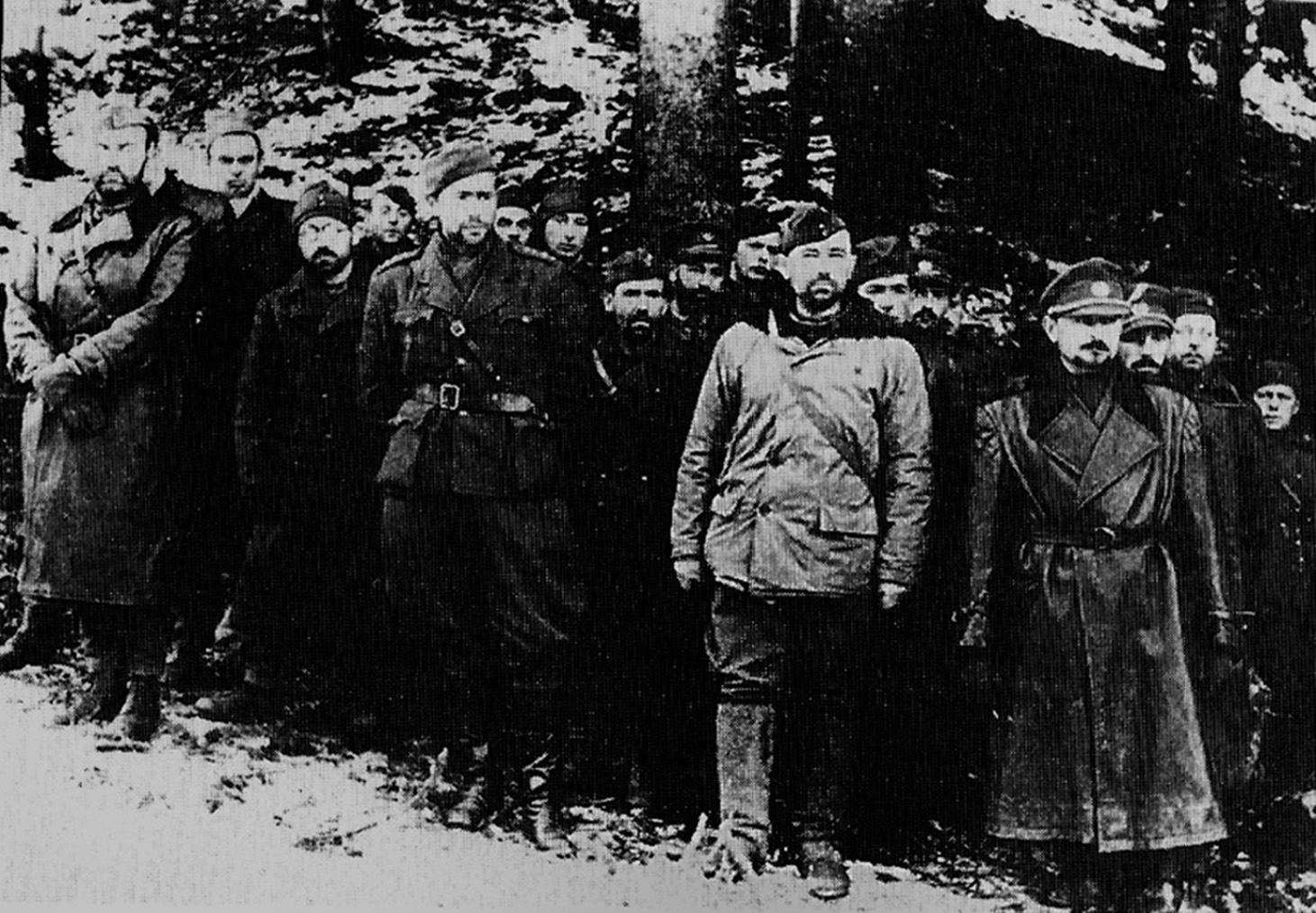
Partidarios eslovacos durante el levantamiento.

Según Lederer, se unió al grupo partisano de Kriváň e intentó cruzar la frontera para luchar en la insurrección nacional eslovaca (agosto-octubre de 1944), y resultó herido en el intento. En noviembre, hizo su última visita a Theresienstadt, donde permaneció unos ocho días para compilar un informe detallado sobre la Pequeña Fortaleza, el gueto y los cuarteles de los Sudetes a los que los alemanes habían transferido los archivos de la Oficina Central de Seguridad del Reich en 1943. El informe de Lederer contenía información por la cual, según Kárný, "todos los servicios secretos aliados habrían dado cualquier cosa"  para obtenerla. No hay pruebas de que Lederer intentara enviarlo a los aliados.
Después de esto, Lederer dijo que regresó a Zbraslav y se unió al grupo partidista que lleva el nombre del SP Vezděněv y continuó su actividad en Plzeňák 28. Según Kárný, no está claro el papel de Lederer en este último grupo, que durante 1944 se centró en sabotear la fábrica de condensadores de Roderstein y una instalación local de la Wehrmacht. Kulka no está de acuerdo y afirma que el informe sobre las actividades de Lederer en el grupo 28 de Plzeňák confirma su testimonio "hasta el más mínimo detalle". Lederer permaneció en Checoslovaquia después de la toma del poder comunista en 1948 y se casó. Murió en Praga en 1972, a la edad de 68 años

## Evaluación
Pestek fue uno de los dos o tres guardias de Auschwitz que arriesgaron sus vidas para ayudar a los presos a escapar. Según el historiador austriaco y superviviente de Auschwitz Hermann Langbein, sus acciones en particular indican los límites de la jerarquía totalitaria absoluta impuesta por los líderes de las SS. Langbein evalúa las acciones de Pestek más favorablemente que las de los guardias que ayudaron a los presos a escapar durante la evacuación del campo en enero de 1945 con la esperanza de evitar el castigo por sus crímenes. Un superviviente describió a Pestek como "una persona decente que nunca golpeaba a los presos" y Yehuda Bacon dijo que era "más humano" que otros guardias de las SS. Según los informes, los prisioneros checos en el campo familiar lo llamaban "miláček", que en checo significa "querido". Bacon también dijo que Pestek mantuvo contacto confidencial con Fredy Hirsch, un líder en el campo familiar hasta su muerte en la liquidación del 8 de marzo. Según la psicóloga Ruth Linn, Pestek pudo haber ayudado a Lederer en un intento de distanciarse de los crímenes nazis porque su casa en Bucovina había sido ocupada recientemente por el avance del Ejército Rojo. Pestek no es reconocido como "Justo entre las Naciones" por Yad Vashem.
Aunque el historiador Alan J. Levine la describió como "una de las fugas más extrañas" de la Segunda Guerra Mundial, la huida de Lederer fue eclipsada por la de Rudolf Vrba y Alfred Wetzler dos días después, que resultó en el informe Vrba-Wetzler. Aunque algunos autores, entre ellos Levine, han relacionado el informe de Lederer con el hecho de que la segunda liquidación del campo familiar salvó a quienes podían trabajar, Miroslav Kárný subraya que la decisión se tomó debido a la creciente escasez de mano de obra. Kárný, que sentía que las acciones de Lederer no necesitaban adornos, descubrió que Lederer y el periodista checo Eduard Kotora, que publicitaba las acciones del primero, las exageraban. Estas distorsiones fueron repetidas acríticamente por otros escritores. Un relato influyente, aunque desacreditado sobre la fuga fue el libro semificticio de Erich Kulka de 1966, Escape from Auschwitz. El historiador israelí nacido en la República Checa, Yehuda Bauer, escribió en la introducción del libro que "La historia que cuenta Erich Kulka no es ficción". Kulka afirmó que su trabajo era históricamente exacto, incluso al describirlo como una "novela histórica".

### Citas originales
1. ↑  en alemán: Ich war ein Mörder, und mir, dem Mörder, hat ein sowjetischer Partisan das Leben geschenkt.[14]
2. ↑  en checo: Nenávidím sám sebe za to, že se musím dívat na to, jak jsou zabíjeny ženy a děti. Chtěl bych něco udělat, abych zapomněl na zápach pálícího lidského se masa a mohl se cítit trošku čistší.[22]
3. ↑  Lederer testificó más tarde sobre la fuga: "Den Arm zum Hitlergruß erhoben, fuhr ich durch das eiserne Tor des Familienlagers. Mein ‚Kollege‘ SS-Rottenführer Viktor Pestek, der damals Dienst tat, hatte mir das Tor geöffnet. Seinem Nachfolger, der ihn vom Nachtdienst ablöste, meldete er, daß er seinen Urlaub antrete. In Pesteks Begleitung ging ich durch die Postenkette. Die Losung ‚Tintenfaß‘ öffnete uns die Schranken. Als Pestek und ich um 20:30 Uhr zur unweit gelegenen Bahnstation Auschwitz kamen, konnten wir gerade noch auf den anfahrenden Eilzug aufspringen." [27]
4. ↑  en alemán: daß kein Mensch imstande wäre, diese Tatsachen als Wahrheit anzunehmen[49]
5. ↑  en alemán: Für ein Dokument dieser Art hätte jeder alliierte Geheimdienst mehr als alles gegeben.[60]